# 宗澤
宗澤（1060年1月20日—1128年7月29日），字汝霖，婺州义乌人，中国宋朝名臣，南宋高宗時任東京留守兼知開封府，重用岳飛北伐，並多次請高宗遷回開封府未果，為權臣所抑，積憤成疾，疽發與背而死。

## 生平
宗泽出生于嘉祐四年十二月乙亥（十四）日（1060年1月20日）。早年家贫，元祐六年（1091年）马绢榜进士及第，召廷对，直陈时弊，主文者恶其直，置末甲。八年（1093年），以将仕郎调馆陶县尉。元符元年（1098年）进通直郎，迁龙游令。崇宁二年（1103年），调胶水令。大观三年（1109年），调赵城令。政和三年（1113年），改奉议郎，知掖县事。五年（1115年）通判登州事。宣和元年（1119年），请祠，主管南京鸿庆宫，居东阳。四年（1122年），迁宣教郎，差监润州都酒税。六年（1124年），通判巴州事。

### 抗金
靖康元年（1126年），御史中丞陈过庭等列薦，假宗正寺少卿，充和议使。议者谓泽刚方不屈，恐害和议，上不遣。九月，除朝奉郎、直秘阁、知磁州事。十一月，诏加秘阁修撰。时康王赵构赴金议和，途经磁州时被汪伯彦谏止。当年底，赵构被任命为河北兵马大元帅，陈亨伯为元帅，汪伯彦、宗泽为副元帅，承制除集英殿修撰。宗泽与赵构分路向山东东平撤退，并未参与开封解围战。
宗澤在建炎元年（1127年）五月赴行在，转朝请郎。六月，除龙图阁学士、知襄阳府事、提举随房郢州兵马巡事。未及，改知青州，正奉大夫、尚书右仆射兼中书侍郎李纲上言“绥集旧都非澤不可”，遂改知开封府，授延康殿学士、开封府尹、东京留守。七月，赴任開封留守後，看到了金軍雖精干卻兵力不足的問題，于是聯絡黃河南北的所有民間抗金武裝，使他們不至于成為反對南宋政權的盜匪、甚至幫助金國的偽軍。宗澤积存了足夠半年用的糧草，他所收編的王善、楊進、王再兴、李貴、丁進、馬皋、張用、曹成、馬友、李宏等部，都有相當的戰力。到金軍秋天再次南侵時，宗澤的隊伍名義上已達百萬，這種以數量和民心去對抗金軍的質量的作戰方式馬上就被證明是有效的。二年（1128年）二月，改授端明殿学士。三月，进朝奉大夫、资政殿学士。
从建炎元年冬到二年春（1127年末到1128年初）的这段时间里，金國分兵三路全軍出動。此时前东路军统帅“二太子”完顏宗望已经病死，东路由“三太子”完顏宗輔和元帅左监军完顏昌统领，“四太子”完顏宗弼率兵向开封东面进逼；西路由完顏娄室和完顏杲（撒离喝）率领，攻打陕西；中路由左副元帅完顏宗翰和元帅右监军完顏希尹指挥，作为主攻部队取西京河南府，又佔领郑州，在开封西面和宗泽所率的东京留守司军对阵，完顏宗翰又命部将完顏银朮可与完颜拔离速、赛里、萨谋鲁、耶律马五、沙古质等分兵继续南下，企图从南面包抄。在开封及附近的州县，宋、金双方进行了激烈的戰鬥。儘管宗澤的东京留守司军四面受敌，但宗澤坐镇留守司从容地调动军队部署战鬥，使金军无力攻下开封。正月里，开封市民甚至一如往时张灯结彩。
二年四月（1128年5月）以后，天气开始炎热，金軍無功而退，宗澤認為宋軍實力充沛，準備北伐反擊。王彦的「八字军」奉宗澤之命移屯滑州。五马山的首领馬擴，也携带信王赵榛的信前来開封留守司。宗澤和王彦、馬擴等人共同制订了北伐的计划：
- 王彦军自滑州渡黄河，直取怀州、卫州、濬州、相州等；
- 馬擴军由大名府攻打洺州、庆源府和真定府；
- 楊進、李贵、王善、丁進等部队分头并进，河北、河东山水寨、燕、云地区的民間抗金武裝也约定时日起事。

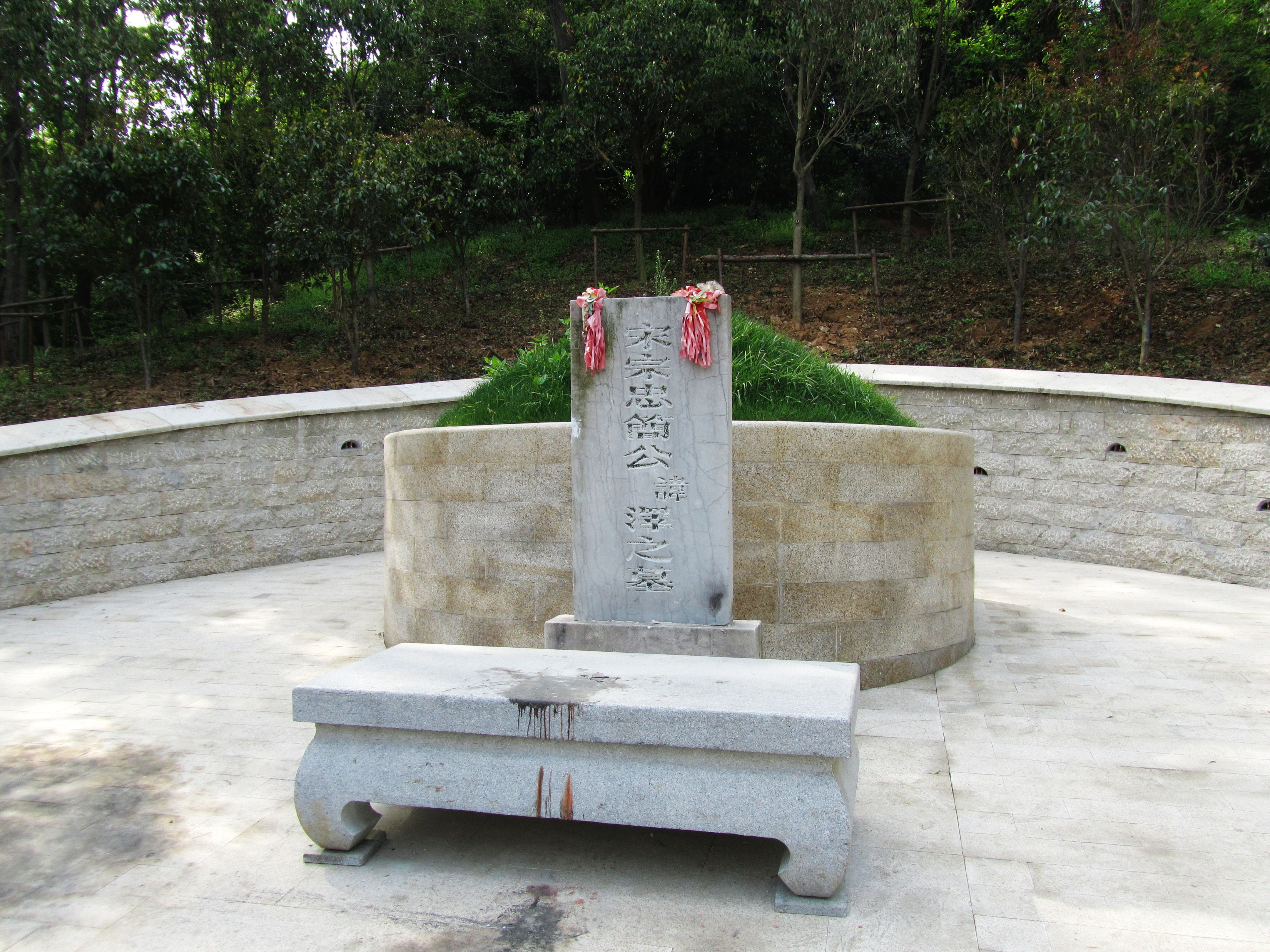
镇江宗泽墓墓冢

但很不幸的是，宗澤于二年七月初一日（1128年7月29日）病逝，臨終前大呼「過河！過河！過河！」沒有一句提及家事。由子宗穎和部将岳飛扶柩至鎮江府，與夫人陳氏合葬丹徒京峴山麓。宗泽先乞休，特进朝散大夫，依旧资政殿学士。时有旨除门下侍郎、御营副使、依旧东京留守。命未下而讣闻，诏赠观文殿学士（職，正三品）、进六官，为通议大夫（文階，第十階，正四品）致仕，谥号忠簡（危身奉上曰忠 正直無邪曰簡），加贈開府儀同三司。

## 后事
宗泽后人在江苏兴化的一支有明代后七子之一的宗臣。
民國二十三年（1934年）、二十六年（1937年），宗澤墓地兩次修繕，墓道口樹石牌坊一座，上刻「大宋瀕危撐一柱，英雄垂死尚三呼」之楹聯。1966年，墓地於文化大革命運動中被毀。1984年，按原基礎整修重建。復立之石牌坊背後另刻「頒表八百年前勳績永昭明於日月，錫垂萬千載後珠璣長炳耀乎乾坤」一聯。2012年至2013年，再修墓園，並建成宗澤紀念公園、宗澤紀念館。

## 家族
- 曾祖：宗惠
- 祖：宗拱
- 父：宗舜卿，贈朝散大夫
- 母：劉氏，贈太宜人
- 兄：宗沃
  - 侄：宗愈
  - 侄：宗稷，修職郎
    - 侄孫：宗武
      - 曾侄孫：宗楷
      - 曾侄孫：宗林
      - 曾侄孫女：宗氏，適何大辯
      - 曾侄孫女：宗氏
      - 曾侄孫女：宗氏
      - 曾侄孫女：宗氏
      - 曾侄孫女：宗氏
      - 曾侄孫女：宗氏

  - 侄：宗皋
  - 侄：宗夔，終官通判衢州事
    - 侄孫：宗膺
      - 曾侄孫：宗行之
        - 玄侄孫女：宗氏，適王師伋
- 弟：宗嶧
- 弟：宗灝
- 妻：陳氏
- 子：宗順
- 子：宗穎，终官兵部司郎中
- 孙：宗嗣益，通判福州事
- 孙：宗嗣尹，通判慶州事
- 孙：宗嗣旦，兩浙東路監司干辦公事
- 孙：宗嗣良，知汀州事
- 孙：宗嗣安，沿海制置使司干辦公事